# Emilio Bergamini
Emilio Bergamini (Venezia, 5 aprile 1907 – Lido di Venezia, 30 maggio 1971) è stato un calciatore italiano.

## Biografia
Emilio Augusto Galileo Bergamini nasce a Venezia il 5 aprile 1907, figlio del bracciante Antonio e di Rosa Fiorati.
Sposò Elvira Spagnol il 3 novembre 1932 a Venezia.

## Carriera
Arrivato dalla Ferrovieri Venezia, approda al Padova nel 1928 e lascerà la città del Santo dopo sette stagioni giocando in Serie A e in Serie B trasferendosi al Livorno nel 1935. Gioca le sue ultime stagioni con il Sandonà nel 1939-1940 ed il Vittorio Veneto l'anno successivo.
Ha militato nella squadra del Padova che ha giocato nella prima edizione del campionato di Serie A.

## Palmarès

### Club

#### Competizioni nazionali
- Serie B: 1

Livorno: 1936-1937